# Ново-Крестьянка
Ново-Крестьянка (Новокрестьянка, каз. Жаңашаруа) — село в Зыряновском районе Восточно-Казахстанской области Казахстана. Входит в состав Соловьёвского сельского округа. Код КАТО — 634855300.

## Население
В 1999 году население села составляло 499 человек (249 мужчин и 250 женщин). По данным переписи 2009 года, в селе проживало 376 человек (189 мужчин и 187 женщин).